# Better Man (film)
Better Man è un film del 2024 diretto da Michael Gracey, che ripercorre la vita e la carriera di Robbie Williams.

## Trama
Robert Williams è un bambino timido che sogna di essere all'altezza di suo padre Peter. Il suo sogno si realizza quando a 16 anni entra a far parte del gruppo dei Take That e la sua vita cambia completamente. La storia del cantante viene ripercorsa in lungo ed in largo, ponendo maggiore attenzione sul periodo di ascesa, successo, la carriera da solista dopo l’abbandono dai Take That, la successiva fase del declino per abuso di droghe ed alcool, il periodo di assestamento e di guarigione dai propri demoni. Il personaggio di Robbie Williams viene presentato come una scimmia, in quanto il cantante si immedesimava in questo animale, molto anche per via del suo comportamento e carattere.

## Distribuzione
È stato distribuito negli Stati Uniti d'America il 26 dicembre 2024, mentre in Italia è stato distribuito da Lucky Red il 1º gennaio 2025.